# Thủy Long Thánh Mẫu

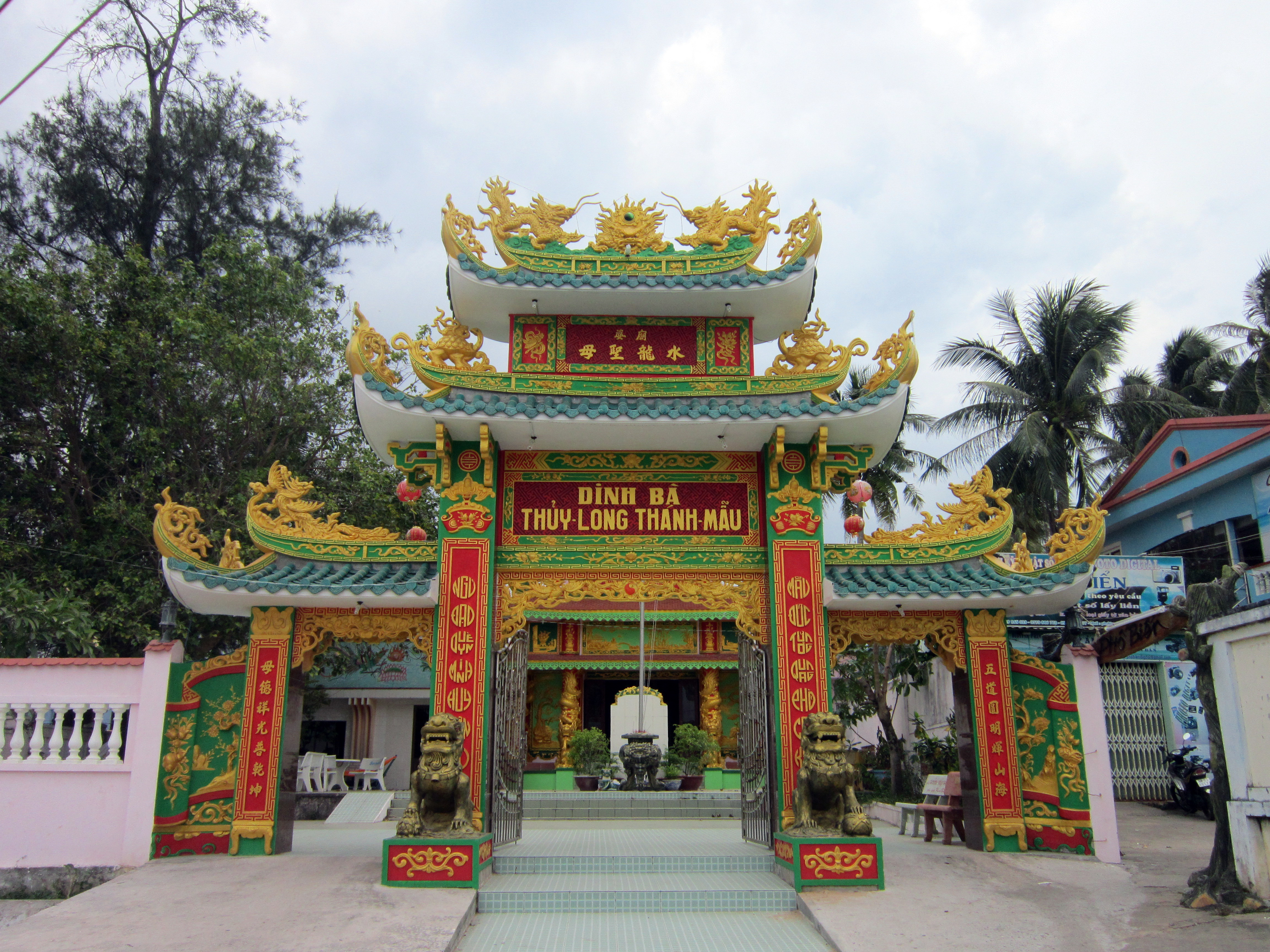
Dinh Bà Thủy Long Thánh Mẫu ở Phú Quốc

Thủy Long Thánh Mẫu hay Thủy Đức Thánh Phi, Thủy Long Nương Nương, Thủy Long Thần Nữ (gọi chung là Bà Thủy) là các tên gọi phổ biến của Bà. Trong quan niệm dân gian, Bà là nữ thần giếng, thần sông rạch, thần cù lao, thần hải đảo, tức vị thần cai quản vùng sông nước. 
Đặc biệt, đối với các nghề liên quan đến sông nước và biển cả ở Nam Bộ, người ta thường vái van Bà Cậu để cầu mong độ trì qua cơn sóng gió. Vì thế mà người ta thường hay gọi dân làm nghề thương hồ hạ bạc là "dân Bà Cậu". Bà Cậu chính là Bà Thủy và hai người con trai: Cậu Tài và Cậu Quý. Ngoài ra, trong dân gian cũng có quan niệm rằng Bà Thủy chính là hóa thân của Thiên Y A Na (hay là con của vị thần này). Trong văn bia của đại thần Phan Thanh Giản tại Tháp Po Nagar (Nha Trang), có đoạn kể về Thiên Y Ana đã hóa phép nổi sóng gió nhấn chìm thuyền của thái tử Trung Quốc, biến chiếc thuyền này thành tảng đá. Do đó, Thiên Y A Na và 2 người con của Bà (Cậu Tài, Cậu Quý) được xem là vị thần của sông biển, cù lao